# 존 목슬리
딘 앰브로스(Dean Ambrose, 1985년 12월 7일 ~ )는 미국의 프로레슬링 선수다. 옛 링네임은 존 목슬리(Jon Moxley)고 본명은 조나단 데이빗 굿(Jonathan David Good)이다. 2004년 프로레슬링 입문을 했다. 2004년 프로레슬링 입문으로서 키는 188
cm 몸무게는 102kg 피니쉬는 니 트렘블러(런닝 니 리프트), 미드나이트 스페셜(오버 더 숄더 백 투 밸리 파일드라이버), 리갈 스트레치(암 트랩 크로스 레그 STF), 더티 딘즈(헤드락 드라이버, 더블 언더훅 DDT), 커터, 훅 앤 래더(치킨윙 페이스버스터), 목시시티(스피닝 사이드 슬램), 원 히터(버티컬 수플렉스)로 8가지 피니쉬를 사용을 한다.

## 프로레슬링 경력
2012년 11월 18일 WWE 서바이버 시리즈 2012에서 당시 팀 더 쉴드라는 이름을 부르며 악역으로 등장을 한다. 2019년 4월 8일 RAW에서 바비 래쉴리와의 경기를 마지막으로 WWE를 떠나게 된다. 그럼에도 불구하고 5월부터 인디단체에서 활동을 한다.

## 수상
- CZW 월드 헤비웨이트 챔피언 2회
- FIP 월드 헤비웨이트 챔피언 1회
- HWA 헤비웨이트 챔피언 3회
- HWA 태그팀 챔피언 5회 - 지미 터너 (1회), 릭 번 (1회), 코디 호크 (1회), 킹 부 (2회)
- MPW 헤비웨이트 챔피언 1회
- MPW 태그팀 챔피언 1회 - 밴스 데즈먼드
- IPW 월드 헤비웨이트 챔피언 2회
- IPW 미드 아메리칸 챔피언 1회
- IWA 태그팀 챔피언 1회 - 헤이드 벤센
- wXw 월드 태그팀 챔피언 1회 - 세미 캘러헌
- WWE 챔피언 1회
- WWE 인터콘티넨탈 챔피언 3회
- WWE RAW 태그팀 챔피언 2회 - 세스 롤린스
- WWE 유나이티드 스테이츠 챔피언 1회
- 2016년 WWE 머니 인 더 뱅크 우승
- WWE 27번째 트리플 크라운
- WWE 16번째 그랜드 슬램
- IWGP 월드 헤비웨이트 챔피언 1회
- IWGP 유나이티드 스테이츠 챔피언 2회
- AEW 월드 챔피언 4회
- GCW 월드 챔피언 1회